# Калвин Кулидж
Джон Калвин Кулидж-младши (на английски: John Calvin Coolidge, Jr.) е двадесет и деветият вицепрезидент на САЩ (1921 – 1923) и тридесетият (1923 – 1929) президент на САЩ, като заема поста след смъртта на предшественика си Уорън Хардинг.

## Биография

### Произход и младежки години
Роден е в Плимут, Върмонт на 4 юли 1872 г. в семейството на Джон Калвин Кулидж старши и Виктория Мур. Кулидж е единственият президент, който е роден на Деня на независимостта (4 юли). Престава да използва името Джон след завършването на колежа през 1895 г.
Започва да практикува право в Нортхамптън, Масачузетс и става член на Градския съвет през 1899 г., юрисконсулт на града (1900 – 1902), съдебен администратор (1904) и местен конгресмен (1907 – 1908).
През 1905 г. се жени за Грейс Ан Гудхю. Двамата са напълно противоположни като личности. Тя е приказлива и обича забавите, а Кулидж е сериозен и мълчалив. Скоро след като се женят, той ѝ връчва торба с 52 чифта чорапи на дупки, за да ги закърпи, Грей възмутено пита „Нима се ожени за мен, за да ти кърпя чорапите?“, а Кулидж с присъщото си спокойствие и сериозност отговаря „Не, но го намирам изключително полезно.“
Кулидж е избран за кмет на Нортхамптън през 1910 и 1911 г., член е на щатския Сенат от 1912 до 1915 г. Избран е за заместник-губернатор на щата и е на този пост от 1916 до 1918 г., губернатор е за периода 1919 – 1920 г. През 1919 г. печели вниманието на страната, когато нарежда на Националната гвардия на Масачузетс насилствено да прекрати стачката на полицията в Бостън. По-късно пише на работническия водач Самюел Гомпърс: „Никой няма право на стачка в публичния сектор, когато се грижи за сигурността, по никакъв повод и по никое време.“

### Президентство
Кулидж прави неособено настойчив опит да си осигури номинацията на Републиканската партия през 1920 г., като губи от сенатора на Охайо Уорън Хардинг. Лидерите на партията искат да номинират за вицепрезидент сенатора от Уисконсин Ървин Ленрот. Но делегатите на конвента се отдръпват от тази номинация и избират Кулидж. Двойката Хардинг–Кулидж печели убедително срещу претендентите на Демократическата партия – губернатора на Охайо Джеймс Кокс и заместник-секретаря на флота Франклин Д. Рузвелт. Победата им в национален мащаб е разгромяваща – 60,36 % срещу 34,19 % (404 срещу 127 гласа в електоралната колегия).
Хардинг встъпва в длъжност на 4 март 1921 г. и е на поста до 2 август 1923 г. След неговата смърт Кулидж става президент на 2 август – научава новината, когато е на посещение в родната си къща, която още е без електричество и течаща вода. Баща му, който е нотариус, ръководи процедурата по полагане на клетва на светлината на керосинова лампа. Кулидж полага нова клетва, след като се връща във Вашингтон. (Уорън Хардинг умира на 2 август в Калифорния, Калвин Кулидж е във Вермонт, а там по часовата зона е вече 3 август.)
Преди изборите през 1924 г. синът на президента Калвин младши получава пришка по време на игра на тенис в Белия дом, която се инфектира и той умира. След този трагичен инцидент не особено разговорливият Кулидж, който вече си е спечелил прякора „Мълчаливият Кал“, става още по-дистанциран. Хора, които познават президента, твърдят, че той никога не се съвзема докрай от смъртта на сина си. Той казва „когато умря, блясъкът на президентството си отиде с него.“
Разказва се историята, че по време на вечеря в Белия дом гост се обзалага с приятелите си, че ще успее да накара президента да каже поне 3 думи за вечерта. Когато казват на Кулидж за облога, той се обръща към госта с думите „Ти загуби.“ Но друг негов приятел казва „Не мога да се отърва от чувството, че хората, които се оплакват от неговата мълчаливост по време на вечерите, просто задават толкова тривиални въпроси, че президентът не намира за нужно да им отговаря.“
Макар и да се твърди, че Кулидж е пестелив на думи, той произнася повече речи от всеки негов предшественик дотогава. Възползва се от възможностите на новата медия радиото и произнася обръщения всеки месец. Дава 520 пресконференции за времето на мандата си или средно по 7,8 на месец, малко повече от Франклин Д. Рузвелт, който дава по 6,9 на месец. Известният за онова време журналист Луис Лайънс си спомня, че президентът е настоявал да получава предварително всички въпроси, написани на лист хартия. Когато репортерът го интервюира, президентът дава отговор само на въпросите, които реши, а другите просто ги прескача. Често Кулидж преглежда всички листове и казва: „Днес нямам никакви въпроси“, като на репортерите им е било забранено да го цитират, а са били длъжни да използват формулата „говорителят на Белия дом каза“. Както е видно има съществена разлика от днешните отворени, а по някой път и превръщащи се в дебати, пресконференции.
Лесно е преизбран за президент на САЩ през 1924 г. Често използва радиото и така прави история, като се превръща в първия президент, чиято реч за встъпване в длъжност се излъчва по радиото; на 12 февруари 1924 г. става първият президент, който изнася политическа реч по радиото; на 22 февруари е първият президент, които произнася политическа реч в Белия дом и тя се предава по радиото.
Кулидж е последният президент на САЩ, който отказва да се намесва в свободния пазар и го оставя да следва естествените си цикли. По време на неговото президентство страната изживява изключителен икономически разцвет, така наречените „Бурните 20“. Кулидж не само намалява данъците, но и свива националния дълг.
Смятан е от мнозина за доктринер, привърженик на принципа laissez-faire за ненамеса в правната сфера на други лица. Историкът Робърт Собъл предлага обяснение, въз основа на чувството на Кулидж за федерализма „Като губернатор на Масачузетс той подкрепя законите за регулиране на заплатите и часовете труд, за забрана на детския труд, подкрепя установяването на контрол върху икономиката заради Първата световна война, радетел е за установяване на мерки за безопасност на труда във фабриките и дори за представяне на работниците в управителните тела на компаниите. Подкрепял ли е тези мерки, когато е бил президент? Не, защото през 1920-те години тези мерки са се считали за отговорност на отделните щати.“ 
От гледна точка на външната политика особено внимание трябва да се отдели на инициативата на Кулидж за пакта Келог–Бриан, наречен на името на държавния секретар на Кулидж Франк Билингс Келог и на външния министър на Франция Аристид Бриан. Договорът, който е ратифициран през 1929 г. и по който страни са САЩ, Великобритания, Франция, Германия, Италия и Япония, страните „се отказват от войната като инструмент на националната политика в техните отношения една с друга.“
Кулидж не търси номинация за нов мандат и обявява това по своя типично кратък начин „Избирам да не се кандидатирам за президент през 1928 г.“

### Оттегляне и смърт
В годините след Белия дом е председател на непартийната Комисия за железниците, почетен президент на Фондацията на слепите, директор на Нюйоркската животозастрахователна компания, президент на Американското общество на антикварите.
Кулидж публикува автобиография и води седмична вестникарска колона „Калвин Кулидж казва“ от 1930 до 1931 г. Умира внезапно от коронарна тромбоза в дома си в Нортхамптън Масачузетс на 5 януари 1933 г. на 60-годишна възраст. Преди смъртта си е разочарован от загубата на Хувър в опита му да спечели 2-ри мандат. Оттогава нататък здравето му започва да се влошава изключително бързо. Малко преди смъртта си споделя на свой приятел: „Чувствам, че вече не се вписвам в тези времена.“
Кулидж е погребан под скромен надгробен камък в Нотч Семетри, Върмонт.

## Известни цитати
Негови известни цитати са:
- „Събирането на повече данъци от минимално необходимите е абсолютен грабеж.“
- „Забелязал съм, че нищо, което не съм казал, не ми е навредило.“
- „Патриотизмът е лесен за разбиране в Америка. Това е да внимаваш за себе си, като внимаваш за своята страна.“
- „Нацията, която забравя своите защитници, сама ще бъде забравена.“
- „Основният бизнес на американците е да правят бизнес.“